# 浄珠院

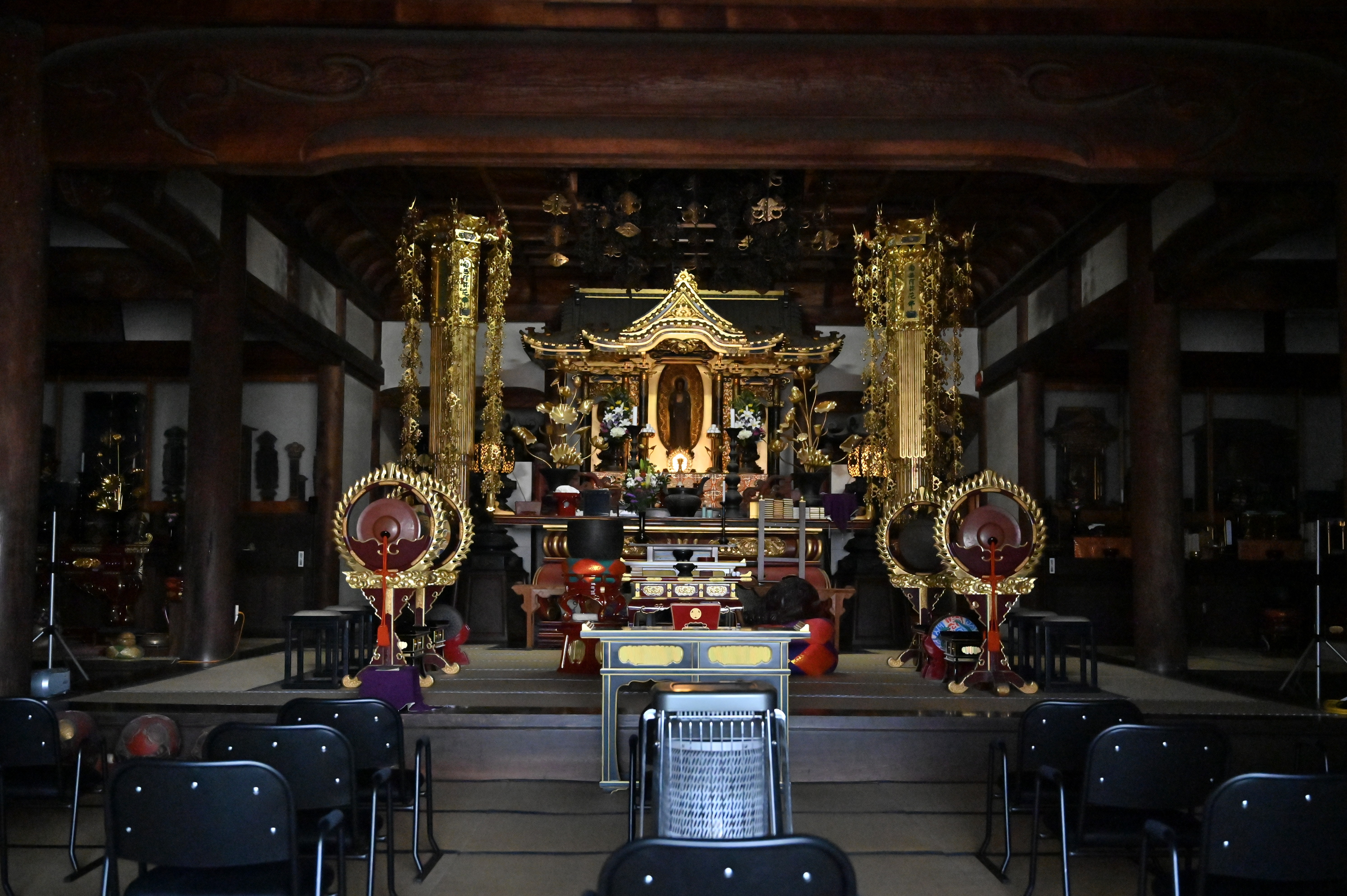
本堂内陣

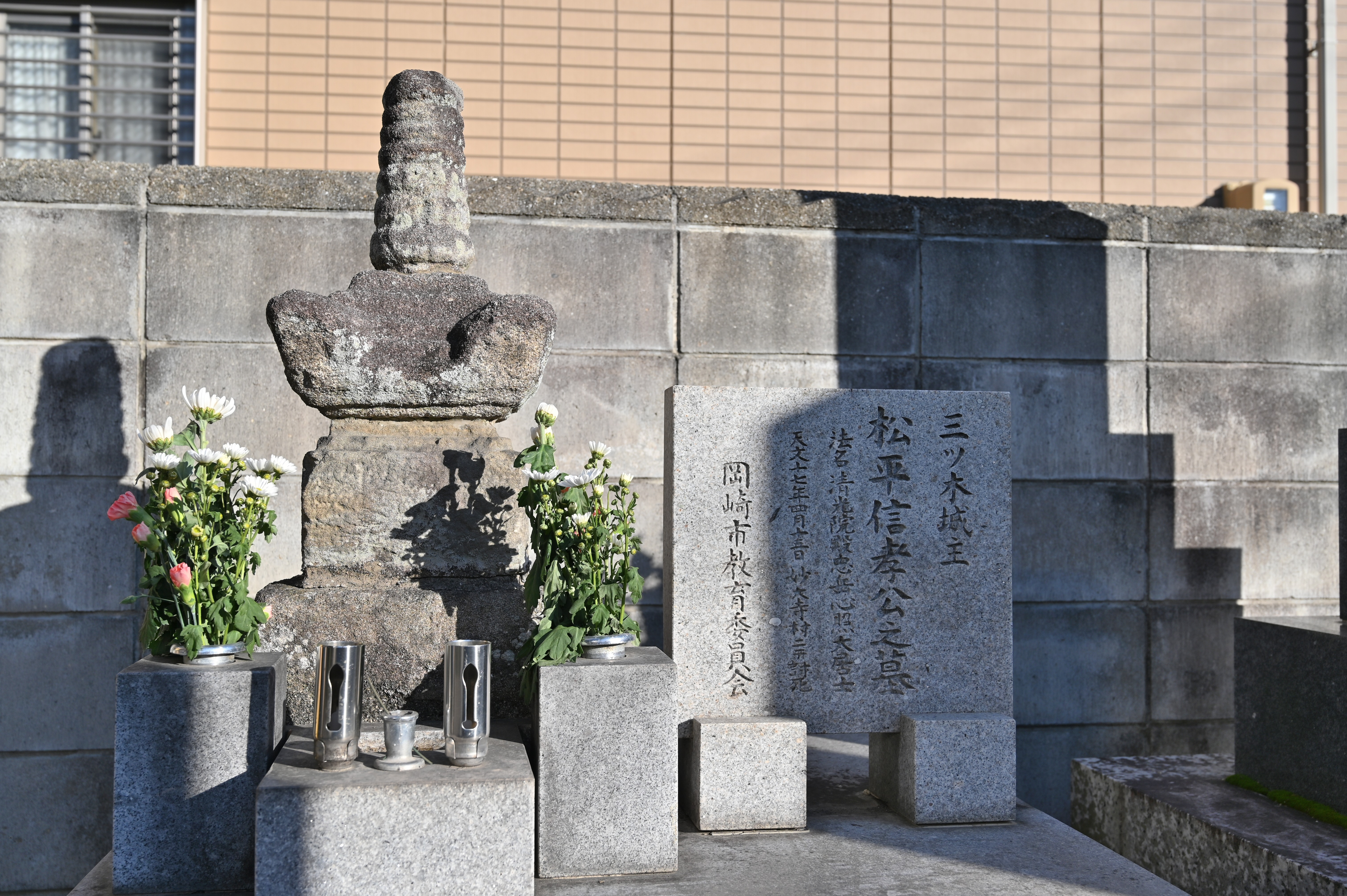
松平信孝の墓

浄珠寺（じょうしゅいん）は、愛知県岡崎市上和田町にある浄土宗西山深草派の寺院。岡崎市役所の刊行物には「じゅうじゅいん」とある。

## 概要
天台宗の慈覚大使円仁が承和年間（834年～848年）に創建した清光院大海寺を起源とする。応永年間（1394年～1427年）に松平泰親の長子である教然良頓により浄土宗に改宗され再興された。山号は清光山。本尊は阿弥陀如来。
松平氏の外護を受け、永禄6年（1563年）の一向一揆の際は本寺で和議が成立した。
田中吉政の寺社領取り上げで寺領を失ったが、慶長8年（1603年）8月26日付家康朱印状で20石を給された。近世は末寺が25あった。
1972年（昭和47年）7月5日、絹本著色法然上人絵伝が市の指定文化財に指定された。
境内には耳取縄手の戦いで討ち死にした松平信孝の墓がある。